# Werner March
Werner Julius March (né le 17 janvier 1894 à Berlin-Charlottenburg, mort le 11 janvier 1976 à Berlin-Dahlem) est un architecte allemand. Sa construction la plus célèbre est le stade olympique de Berlin.

## Biographie
Werner March est le fils de l'architecte Otto March (de) et le neveu d'Ernst March (de), fabricant de céramiques. Il obtient son abitur en 1912 et s'inscrit à l'Université technique de Dresde pour les cours d'architecture, puis vient vite à l'Université technique de Berlin. En août 1914, il se porte soldat volontaire. Il quitte l'armée en 1918 avec le grade d'officier, reprend ses études et passe ses premiers examens fin 1919. Il rencontre German Bestelmeyer, devient son étudiant et supervise deux de ses travaux, le Reichsschuldenverwaltung à Berlin et une banque à Gotha.
Werner March obtient son diplôme d'architecte en 1923. Il travaille pour la Reichsbank à la conception et à l'exécution d'un grand lotissement pour ses employés à Berlin-Schmargendorf. Il devient indépendant en 1925 et est membre de la Ligue des architectes allemands (de) (BDA). Avec son frère Walter March (de), il remporte le concours pour le Deutsches Sportforum en 1926. Ce projet est repris lors de l'arrivée du régime nazi en 1933 en collaboration avec Albert Speer.

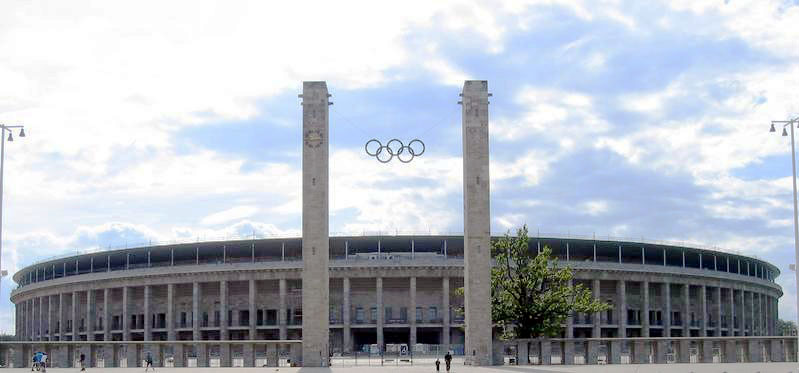
Stade olympique de Berlin.

En 1930, il est élu président de l'État de Brandebourg au BDA. Le 1er mai 1933, il s'inscrit au NSDAP et est membre du comité d'organisation des Jeux olympiques d'été de 1936 à Berlin.
En 1936, Hitler le nomme professeur sur la suggestion de son ministre Wilhelm Frick, et March fait partie des académies de Berlin et Munich. En 1938, il refuse d'être professeur à l'université de Berlin.
Lors de la Seconde Guerre mondiale, il est officier d'état-major auprès de Wilhelm Canaris, puis en Italie. Il se met quelquefois en congé pour superviser des travaux publics.
Après la guerre, son domicile et bureau à Berlin est détruit. Werner March s'installe alors à Minden où il dirige la reconstruction de la cathédrale et du vieil Hôtel de Ville (de). En 1948, il s'inscrit au nouvel ordre des architectes allemands. En 1953, il devient professeur à l'Université technique de Berlin, puis professeur émérite après sa retraite en 1960.

## Œuvre

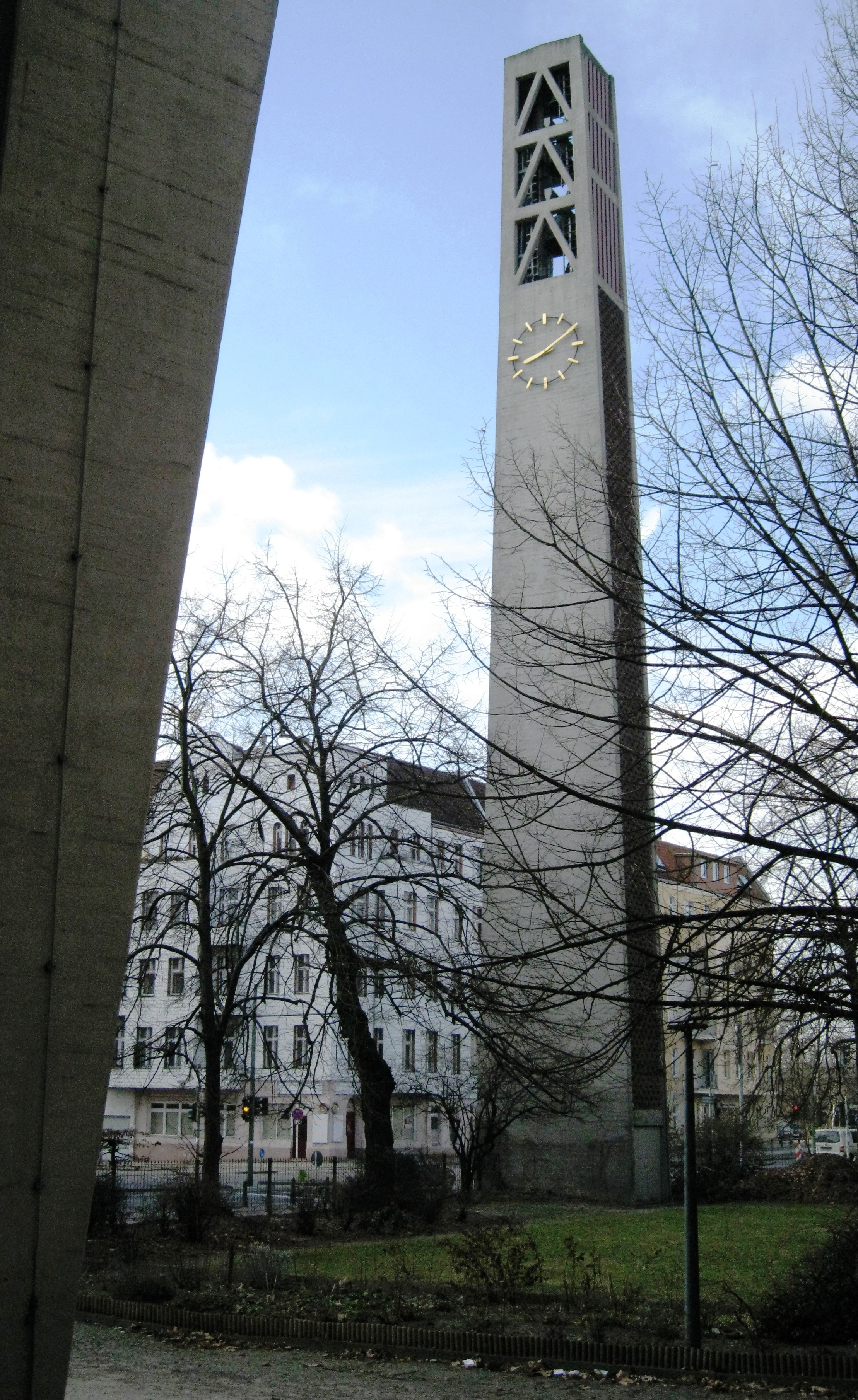
Campanile de l'Église Notre-Père de Wilmersdorf

- 1926-1936 : Deutsches Sportforum à Berlin-Westend.
- 1933 : Carinhall, résidence de Hermann Göring
- 1934–1936 : Stade olympique de Berlin avec le clocher et le Langemarckhalle (de).
- 1934–1936 : Waldbühne de Berlin
- 1938-1939 : Ambassade de Yougoslavie à Berlin.
- 1946–1957 : Reconstruction du vieil Hôtel de ville et de la cathédrale de Minden
- 1951-1952 : Reconstruction de l'Église des Apôtres à Gütersloh.
- 1952–1956 : Musée antique de Bagdad.
- 1954 : Église Saint-Pierre de Bielefeld
- 1961 : Église Notre-Père de Wilmersdorf à Berlin
- 1965 : Participation au concours pour le stade olympique de Munich (non réalisé)